# John Wick: Chapter 2
John Wick: Chapter 2 (John Wick: Capitolul 2) este un film thriller neo-noir din 2017 regizat de Chad Stahelsky și scris de Derek Kolstad. Este continuarea filmului John Wick din 2014, în care asasinul John Wick încearcă să scape după ce pe viața lui este pus un preț exorbitant. În film apar Keanu Reeves, Common, Laurence Fishburne, Riccardo Scamarcio, Ruby Rose, John Leguizamo, Ian McShane și alții. John Wick 2 marchează prima colaborare dintre Reeves si Fishburne de la trilogia The Matrix.
Filmul a avut premiera în Los Angeles la 30 ianuarie 2017 și a fost lansat în cinematografele din Statele Unite la 10 februarie în același an. John Wick 2 a primit recenzii pozitive de la critici și a încasat peste 166 de milioane de dolari la nivel mondial.